# Geniostemon gypsophilum
Geniostemon gypsophilum är en gentianaväxtart som beskrevs av Billie Lee Turner. Geniostemon gypsophilum ingår i släktet Geniostemon och familjen gentianaväxter. Inga underarter finns listade i Catalogue of Life.